# Galatasaray-Platz
Der Galatasaray-Platz (türk. Galatasaray Meydanı) ist ein Platz im Istanbuler Stadtteil Beyoğlu in der Türkei. Er liegt an der İstiklâl Caddesi ungefähr auf halber Strecke zwischen Tünel-Platz und Taksim-Platz.
Das prominenteste Gebäude am Platz ist die berühmte Istanbuler Eliteschule Galatasaray Lisesi. In unmittelbarer Nähe befinden sich das britische Konsulat und das Goethe-Institut.
Der Galatasaray-Platz ist regelmäßig Schauplatz politischer Demonstrationen wie z. B. derjenigen der Samstagsmütter die seit 2009 jeden Samstag auf dem Galatasaray-Platz eine Kundgebung abhalten.